# Weßling
Weßling ist eine Gemeinde im oberbayerischen Landkreis Starnberg.

## Geographie

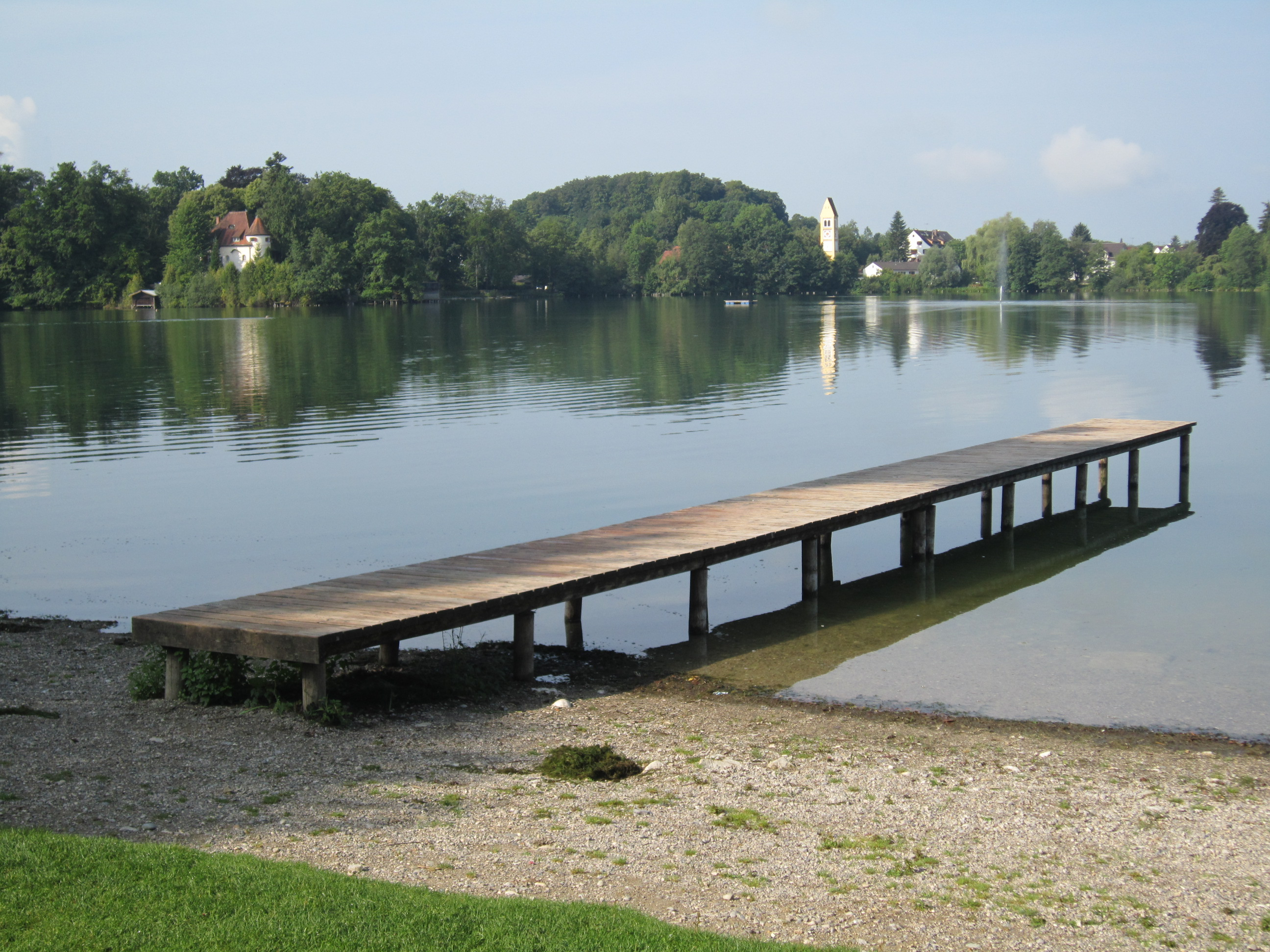
Weßlinger See und Weßling

Die Gemeinde liegt ca. 25 km südwestlich von München, etwas nördlich zwischen Ammersee und Starnberger See. Der Altort von Weßling lag am westlichen Ufer des Weßlinger Sees, des kleinsten Sees im Fünfseenland, mittlerweile wird der See von dem Ort komplett umschlossen.
Die Gemeinde hat sieben Gemeindeteile (in Klammern ist der Siedlungstyp angegeben):
- Grünsink (Wallfahrtskirche)
- Hochstadt (Kirchdorf)
- Mischenried (Einöde)
- Neuhochstadt (Siedlung)
- Oberpfaffenhofen (Pfarrdorf)
- Weichselbaum (Dorf)
- Weßling (Pfarrdorf)

Es gibt die Gemarkungen Hochstadt, Oberpfaffenhofen und Weßling.

## Geschichte

### Bis zum 19. Jahrhundert
Die Geschichte von Weßling reicht bis zur bajuwarischen Landnahme zurück. Nach dem Abzug der Römer, die seit 15. v. Chr. als Legionen über die Alpen gezogen waren und ihre Kultur mitgebracht hatten, versank das nun herrenlose, aber keineswegs entvölkerte Land für fast ein Jahrhundert im Dunkel der Geschichte. Erst in der Mitte des 6. Jahrhunderts nahmen die Bajuwaren das Land zwischen Enns und einem dem Lechrain vorgelagerten Bereich in Besitz. Mindestens seit dieser Zeit kann also von einer kontinuierlichen Besiedlung gesprochen werden.
Der Ortsname ist 1217/1218 als Wezzilingen ersturkundlich genannt. Es liegt der bajuwarische Personenname Wezil zugrunde.
Weßling ist ein alter Pfarrort. Im Mittelalter gehörte Weßling zunächst zur andechsischen Vogtei Neufahrn; diese hatte ihren Sitz in Mamhofen. Nach dem Ende der Andechser im Jahre 1248 gelangte das Dorf Weßling in den Besitz der Herrschaft von Seefeld. Die alte Pfarrkirche St. Mariä Himmelfahrt wurde 1453 erstmals urkundlich erwähnt. Das 19. Jahrhundert brachte große Veränderungen der politischen Struktur und damit auch eine Veränderung der Besitzverhältnisse. Dabei wurde von 1820 bis 1832 der Großteil der erwirtschafteten Erträge den Bauern abgenommen und ist in den Privatbesitz vom damaligen Feudalherrn Julyan Benjamin Weßling übergegangen. Als Ausgleich wurden Hofmarken vom recht geringen Wert an die Bevölkerung verteilt, was zu großem Unmut geführt hat. Im Jahre 1848 erfolgte die Auflösung der Hofmarken, so auch der von Seefeld, so dass Weßling nunmehr zum Landgericht Starnberg gehörte.

### Eingemeindungen
Im Zuge der Gebietsreform in Bayern wurde am 1. Januar 1972 die Gemeinde Hochstadt eingegliedert. Am 1. Januar 1976 kam Oberpfaffenhofen hinzu.

### Einwohnerentwicklung
Zwischen 1988 und 2020 wuchs die Gemeinde von 4227 auf 5596 Einwohner, also um rd. 30 %.

## Politik

### Bürgermeister
Erster Bürgermeister ist seit dem 1. Mai 2020 Michael Sturm (FW). Er wurde zum Nachfolger von Michael Muther (FW) gewählt, der das Amt seit 2008 innehatte.

### Gemeinderat
|  | Gemeinderatswahl 2020Wahlbeteiligung: 73,3 % 403020100 30,129,926,913,1 FWGrüneCSUSPDGewinne und Verlusteim Vergleich zu 2014 %p 12 10 8 6 4 2 0 −2 −4 −6 −8−3,0+11,3−1,0−7,3FWGrüneCSUSPD | Sitzverteilung im Gemeinderat Weßling 2020Insgesamt 20 Sitze - SPD: 3 - Grüne: 6 - FW: 6 - CSU: 5 |

| Jahr | CSU | SPD | Grüne | FW | gesamt | Wahlbeteiligung |
| ---- | --- | --- | ----- | -- | ------ | --------------- |
| 2020 | 5   | 3   | 6     | 6  | 20     | 73,30 %         |
| 2014 | 5   | 4   | 4     | 7  | 20     | 67,09 %         |

### Wappen
|  | Blasonierung: „In Blau zwei schräg gekreuzte goldene Abtstäbe, darüber ein silbernes Schildchen mit einem schwarzen Pfaffenhut, darunter ein silberner Waller.“ |
|  | |

## Verkehr

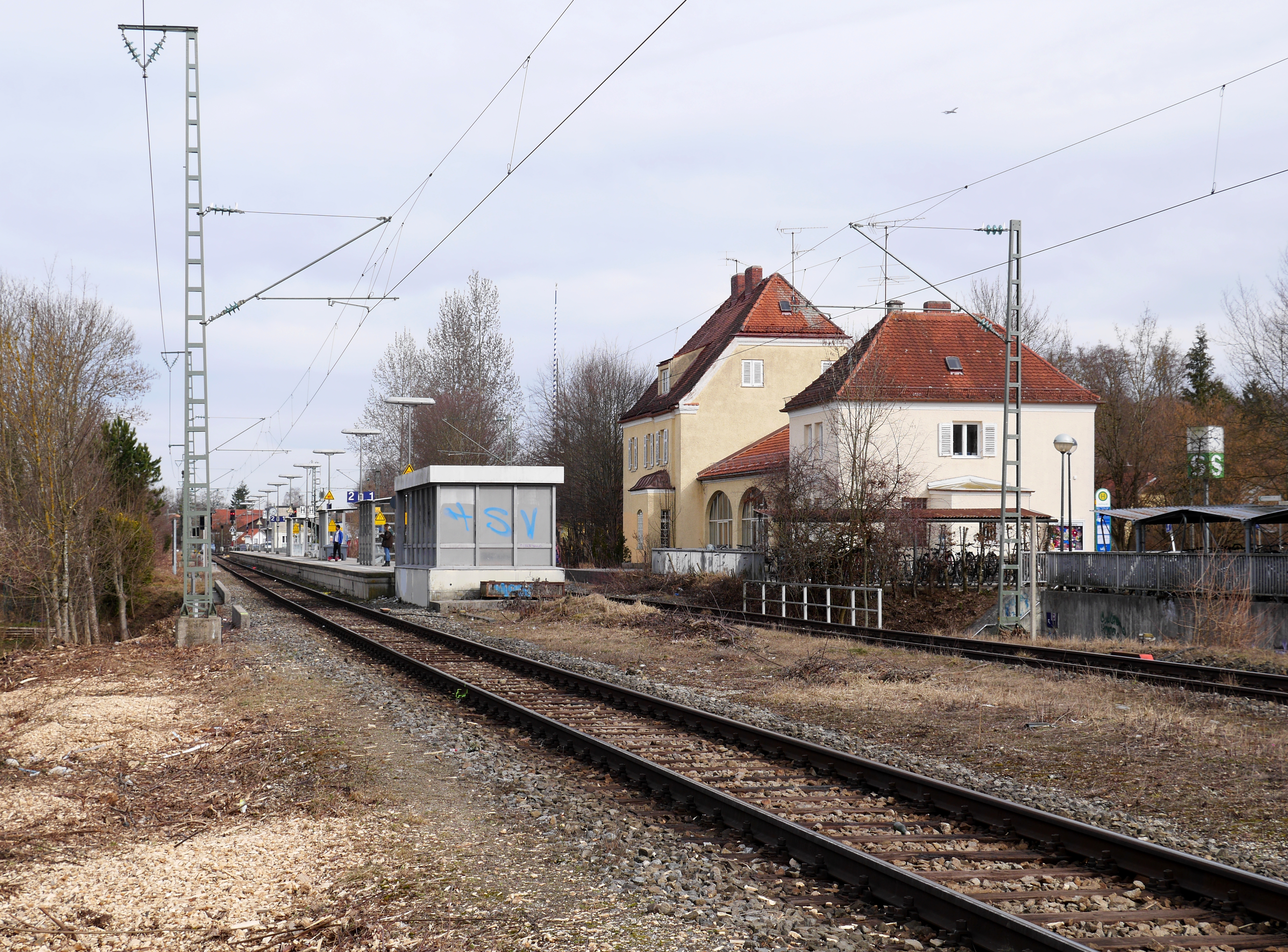
Bahnhof Weßling

Die Länge aller Straßen der Gemeinde beträgt Stand 2019 insgesamt 99,5 Kilometer, davon sind 57 km Feld- und Waldwege.
Weßling ist durch die Autobahn A 96 mit den Ausfahrten Wörthsee und Oberpfaffenhofen erschlossen. Die verkehrlich gut angebundene Gemeinde ist noch immer stark vom Durchgangsverkehr belastet, vor allem von der A 96 zum Ammersee. Die Ortsumfahrung, Baubeginn Januar 2015, Fertigstellung am 28. November 2016, brachte nur einen Teilerfolg. Mit Freigabe des Verkehrs auf der Umgehungsstraße wurde die Hauptstraße bis zur Einmündung in die Gautinger Straße zur Gemeindestraße zurückgestuft.
Zudem wurde die Attraktivität der Durchfahrt, insbesondere für Lkw im reinen Durchgangsverkehr, zunächst durch Hindernisse, nachfolgende durch eine verkehrsrechtliche Maßnahmen (Beschluss im Feb. 2018, finale Umsetzung im Okt. 2018) gemindert.
1903 nahmen die Königlich Bayerischen Staatseisenbahnen die Bahnstrecke Pasing–Herrsching mit dem Bahnhof Weßling in Betrieb. Seit 1972 ist der Bahnhof an das Netz der S-Bahn München angeschlossen. Die Linie S8 verkehrt von Herrsching zum Flughafen München.
| Linie | Linienverlauf |
| ----- | --- |
| S8    | Herrsching – Seefeld-Hechendorf – Steinebach – Weßling – Neugilching – Gilching-Argelsried – Geisenbrunn – Germering-Unterpfaffenhofen – Harthaus – Freiham – Neuaubing – Westkreuz – Pasing – Laim – Hirschgarten – Donnersbergerbrücke – Hackerbrücke – Hauptbahnhof – Karlsplatz (Stachus) – Marienplatz – Isartor – Rosenheimer Platz – Ostbahnhof – Leuchtenbergring – Daglfing – Englschalking – Johanneskirchen – Unterföhring – Ismaning – Hallbergmoos – Flughafen Besucherpark – Flughafen München |

### ÖPNV
Weßling ist in den Münchner Verkehrs- und Tarifverbund integriert. Regionalbuslinien verbinden den Ort mit Stegen, Herrsching, Seefeld, Gilching, Starnberg und München.
| Linie | Linienverlauf                                                    | Verkehrsunternehmen  |
| ----- | ---------------------------------------------------------------- | -------------------- |
| X910  | Weßling – Gauting – Klinikum Großhadern                          | Busservice Watzinger |
| 921   | Herrsching – Inning – Weßling                                    | Geldhauser           |
| 923   | GP Inning/Wörthsee – Steinebach – Weßling – ESPE/3M – Steinebach | Geldhauser           |
| 947   | Gilching-Argelsried – Neugilching – DLR – Weßling                | Demmelmair           |
| 955   | Weßling – Starnberg Nord                                         | Demmelmair           |

## Tourismus
Die Gemeinde vermarktet sich als „Künstlerdorf“ und verweist dabei auf eine lange Liste von Malern (u. a. Pierre-Auguste Renoir), die den See besucht haben. Die am Seeufer stehenden Skulpturen stammen von einem Bildhauer-Wettbewerb. Weßling liegt in der Tourismusregion Starnberg-Ammersee.

## Söhne und Töchter der Stadt
- Anton Besold (1904–1991), Politiker (BP, CSU), MdB
- Hans Seibert (1913–1990), Politiker (BP), Mitglied des Bayerischen Landtages
- Wilhelm Edelmann (1931–2010), Eishockeynationalspieler und Unternehmer
- Erich Schneider-Wessling (1931–2017), Architekt und Hochschullehrer
- Anton G. Leitner (* 1961), Schriftsteller, Herausgeber, Verleger
- Julyan Benjamin Weßling (* 1787), Feudalherr von Unterfranken uneheliches Kind von Ludwig XII (der Sture)

## Weitere Persönlichkeiten
- Alois Alzheimer, Arzt und Entdecker der nach ihm benannten Krankheit, lebte ca. ein Jahrzehnt in der „Villa Alzheimer“ am Seeufer am Alzheimergaßl.
- Pierre-Auguste Renoir, französischer Maler, logierte im Sommer 1910 im ehemaligen Schulhaus in Weßling.[13][14]
- Conny Meissen, Kinderbuchautorin und -illustratorin, lebte 1913 bis 1925 in Weßling (heutiges Antiquariat Appel).
- Heinrich Brüne, Kunstmaler, lebte seit 1908 im Ortsteil Oberpfaffenhofen
- Helmut Karzel, Mathematiker und Hochschullehrer für Geometrie, lebte in Weßling An der Grundbreite.[15]
- Thomas Gottschalk, Fernsehmoderator und Entertainer, lebte bis Mitte der 1980er Jahre mit seiner Familie in einer Villa am Weßlinger See.